# Distretto di Piotrków
Il distretto di Piotrków (in polacco powiat piotrkowski) è un distretto polacco appartenente al voivodato di Łódź.

## Geografia antropica

### Suddivisioni amministrative
Il distretto comprende 11 comuni.
- Comuni urbano-rurali: Sulejów
- Comuni rurali: Aleksandrów, Czarnocin, Gorzkowice, Grabica, Łęki Szlacheckie, Moszczenica, Ręczno, Rozprza, Wola Krzysztoporska, Wolbórz